# فاشچه (استان وارمی-ماسوری)
فاشچه (به لهستانی:  Faszcze) یک روستا در لهستان است که در گمینا میکووایکی واقع شده‌است.